# Blas Cantó Moreno
Blas Cantó Moreno (Ricote, Múrcia, 26 d'octubre del 1991) és un cantant espanyol conegut per ser vocalista del grup Auryn i guanyador de la cinquena edició del programa de televisió Tu cara me suena. Hauria representat Espanya al Festival de la Cançó d'Eurovisió 2020 a la ciutat neerlandesa de Rotterdam, en cas de no haver sigut cancel·lat per la pandèmia per coronavirus de 2019-2020, amb la cançó Universo. No obstant això, RTVE el va seleccionar internament per representar Espanya al Festival de la Cançó d'Eurovisió 2021.